# كتب جامعية في الرياضيات
كتب جامعية في الرياضيات (بالإنجليزية: Undergraduate Texts in Mathematics)‏ (اختصارًا UTM) ( ISSN 0172-6056) هي سلسلة كتب مدرسية للمرحلة الجامعية في الرياضيات تنشرها دار شبرينغر. كتب هذه السلسلة، مثل سلاسل Springer-Verlag الرياضياتية الأخرى، تتميز بغلافها الأصفر وبحجمها القياسي.
تميل كتب هذه السلسلة لأن تكون مكتوبة على مستوى أقل صعوبة من سلسلة كتب دراسات عليا في الرياضيات، برغم التقاطع بين السلسلتين من حيث الموضوعات المغطاة ودرجة صعوبتها.
لا تحمل السلسلة ترقيم Springer-Verlag للكتب كما هو الحال في سلسلة كتب دراسات عليا في الرياضيات. الكتب هنا مرقمة حسب سنة النشر.

## روابط خارجية
- تعريف بالسلسلة على موقع الناشر